# 韦尔-蒙通
韦尔-蒙通（法語：Veyre-Monton，法語發音：[vɛʁ mɔ̃tɔ̃]）是法国多姆山省的一个市镇，位于该省中部略偏南，属于克莱蒙费朗区。该市镇由韦尔（Veyre）、蒙通（Monton）和苏拉斯（Soulasse）三个村镇组成。

## 地理
韦尔-蒙通（45°40'37"N, 3°9'28"E）面积12.11 平方千米，位于法国奥弗涅-罗讷-阿尔卑斯大区多姆山省，该省份为法国中南部省份，北起阿列省接壤，东临卢瓦尔省，南至上盧瓦爾省和康塔爾省，西接科雷兹省和克勒兹省。
与韦尔-蒙通接壤的市镇（或旧市镇、城区）包括：奥尔塞、科朗、勒克雷斯、莱马特尔德韦尔、拉索沃塔、塔朗德。

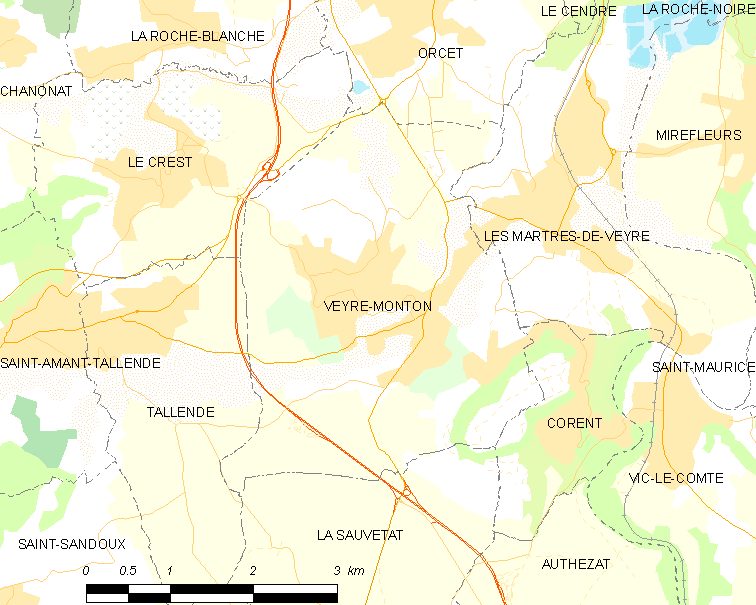
韦尔-蒙通的OSM定位图

韦尔-蒙通的时区为UTC+01:00、UTC+02:00（夏令时）。

## 行政
韦尔-蒙通的邮政编码为63960，INSEE市镇编码为63455。

## 政治
韦尔-蒙通所属的省级选区为莱马特尔德韦尔县。

## 人口

1962-2008年间韦尔-蒙通人口变化图示

韦尔-蒙通于2022年1月1日时的人口数量为3698人。